# Negru Vodă

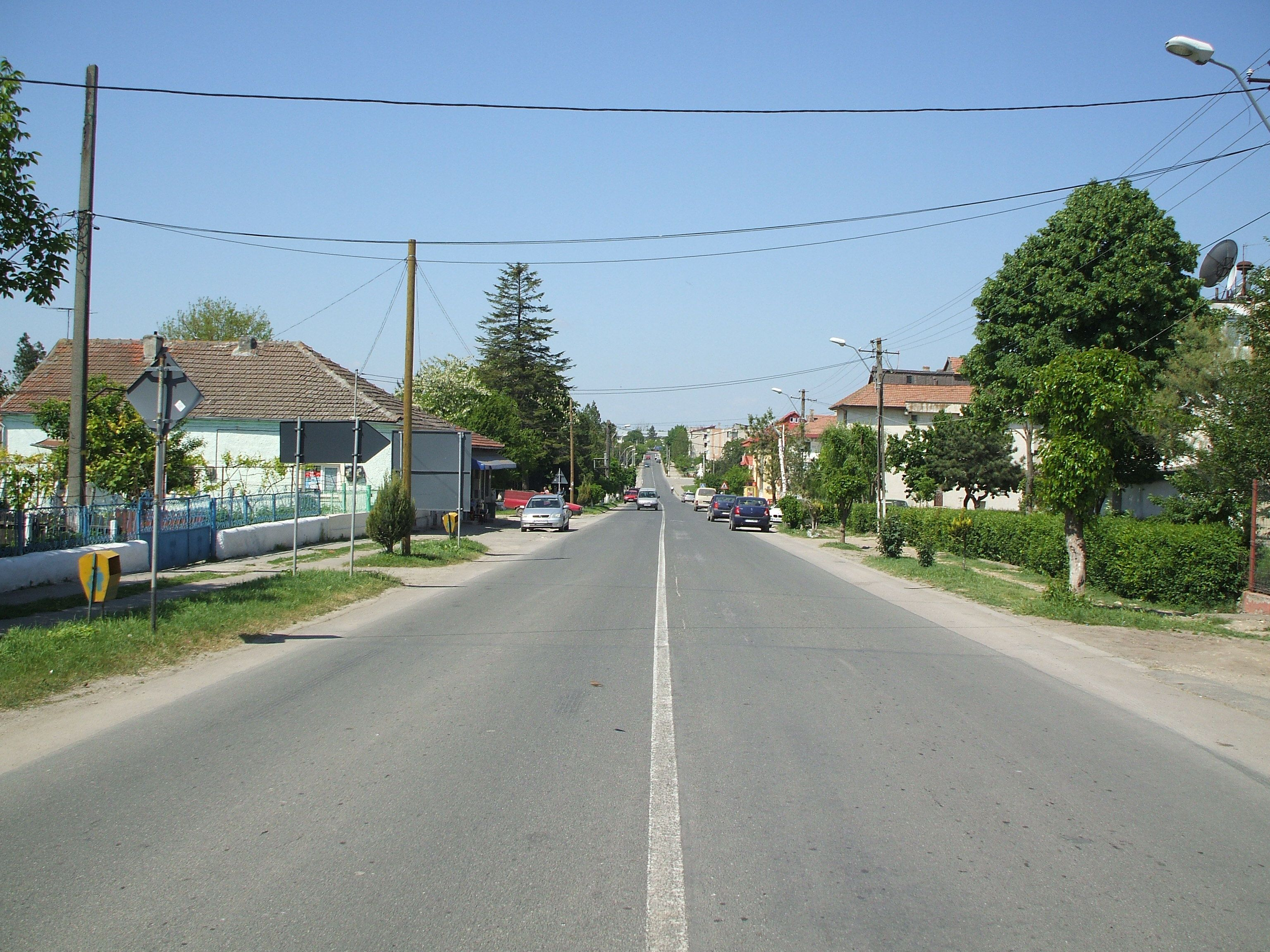
Negru Vodă

Negru Vodă är en ort i Constanța o Dobrudzja i Rumänien som ligger vid gränsen till Bulgarien. Orten har cirka 5 000 invånare. Orten ligger tätt inpå den bulgariska orten Kardam.